# Mega Man 5
Mega Man 5, conhecido no Japão como Rockman 5: Blues no Wana!? (ロックマン5 ブルースの罠!?, Rokkuman 5 Burūsu no Wana!?), é um jogo eletrônico de ação-plataforma desenvolvido e publicado pela Capcom. Foi lançado inicialmente em dezembro de 1992 para Nintendo Entertainment System, e faz parte da série Mega Man.

## Recepção e legado
Mega Man 5 obteve reações geralmente positivas de publicações impressas e online. Muitos críticos elogiaram os gráficos, música, controles e dificuldade do jogo. Lucas M. Thomas da IGN disse que Mega Man 5 é um de seus jogos favoritos da série e, por causa de sua dificuldade reduzida em comparação com seus antecessores, considera-o o mais fácil de se pegar e jogar casualmente. A IGN lista Mega Man 5 como o 84º melhor jogo do NES.